# Diospyros oldhamii
Diospyros oldhamii là một loài thực vật có hoa trong họ Thị. Loài này được Maxim. mô tả khoa học đầu tiên năm 1887.